# Pacúl·lids
Els pacúl·lids (Pacullidae) són una família d'aranyes araneomorfes. Va ser fusionada amb els tetrablèmmids (Tetrablemmidae) per Brignoli l'any 1973 i per Lehtinen el 1981. El 2016, un gran estudi filogenètic va proposar elevar el grup al rang de família, i així apareix al World Spider Catalog des de maig de 2018.

## Descripció
Els pacúl·lids són aranyes amb 3 urpes i sis ulls; no tenen cribel. En alguns aspectes s'assemblen a les aranyes de la família Tetrablemmidae però són molt més grans, sempre superant els 5 mm de llargada. Tenen una cutícula molt rugosa i les femelles no tenen receptacles membranosos grans.

## Filogènia
Els pacúl·lids (Pacullidae) es troben dins del clade Synspermiata, un clade d'antigues aranyes haplogines amb grups encapsulats de 2-4 cèl·lules espermàtiques fusionades. Dins d'aquest clade, s'agrupen quatre famílies més, incloent els tetrablèmmids (Tetrablemmidae), però són diferents i estan més íntimament relacionades amb els diguètids (Diguetidae). Juntament amb els fòlcids (Pholcidae), aquestes quatre famílies se situen dins el "clade de la tràquea perduda", un grup de famílies que han perdut el sistema respiratori posterior.
|  | Plectreuridae                                             |
|  |                                                           |
|  | \| \| Diguetidae \| \| \| \| \| \| Pacullidae \| \| \| \| |
|  |                                                           |
|  | Diguetidae                                                |
|  |                                                           |
|  | Pacullidae                                                |
|  |                                                           |

|  | Diguetidae |
|  |            |
|  | Pacullidae |
|  |            |

|  | Plectreuridae                                             |
|  |                                                           |
|  | \| \| Diguetidae \| \| \| \| \| \| Pacullidae \| \| \| \| |
|  |                                                           |
|  | Diguetidae                                                |
|  |                                                           |
|  | Pacullidae                                                |
|  |                                                           |

|  | Diguetidae |
|  |            |
|  | Pacullidae |
|  |            |

|  | Plectreuridae                                             |
|  |                                                           |
|  | \| \| Diguetidae \| \| \| \| \| \| Pacullidae \| \| \| \| |
|  |                                                           |
|  | Diguetidae                                                |
|  |                                                           |
|  | Pacullidae                                                |
|  |                                                           |

|  | Diguetidae |
|  |            |
|  | Pacullidae |
|  |            |

|  | Plectreuridae                                             |
|  |                                                           |
|  | \| \| Diguetidae \| \| \| \| \| \| Pacullidae \| \| \| \| |
|  |                                                           |
|  | Diguetidae                                                |
|  |                                                           |
|  | Pacullidae                                                |
|  |                                                           |

|  | Diguetidae |
|  |            |
|  | Pacullidae |
|  |            |

## Sistemàtica
Segons el World Spider Catalog amb data del desembre de 2018, aquesta família té reconeguts 4 gèneres (Lamania, Paculla, Perania i Sabahya) i 38 espècies.
- Lamania Lehtinen, 1981
  - Lamania bernhardi (Deeleman-Reinhold, 1980) – Borneo
  - Lamania bokor Schwendinger & Košulič, 2015 – Cambodja
  - Lamania gracilis Schwendinger, 1989 – Bali
  - Lamania inornata (Deeleman-Reinhold, 1980) – Borneo
  - Lamania kraui (Shear, 1978) – Tailàndia, Malàisia
  - Lamania lipsae Dierkens, 2011 – Borneo
  - Lamania nirmala Lehtinen, 1981 (espècie tipus) – Borneo
  - Lamania sheari (Brignoli, 1980) – Indonèsia (Cèlebes)
- Paculla Simon, 1887
  - Paculla bukittimahensis Lin & Li, 2017 – Singapur
  - Paculla cameronensis Shear, 1978 – Malàisia
  - Paculla globosa Lin & Li, 2017 – Singapur
  - Paculla granulosa (Thorell, 1881) (espècie tipus) – Nova Guinea
  - Paculla mului Bourne, 1981 – Borneo
  - Paculla negara Shear, 1978 – Malàisia
  - Paculla sulaimani Lehtinen, 1981 – Malàisia
  - Paculla wanlessi Bourne, 1981 – Borneo
- Perania Thorell, 1890
  - Perania annam Schwendinger & Košulič, 2015 – Vietnam
  - Perania armata (Thorell, 1890) – Indonèsia (Sumatra)
  - Perania birmanica (Thorell, 1898) – Myanmar
  - Perania cerastes Schwendinger, 1994 – Malàisia
  - Perania coryne Schwendinger, 1994 – Malàisia
  - Perania deelemanae Schwendinger, 2013 – Indonèsia (Sumatra)
  - Perania egregia Schwendinger, 2013 – Tailàndia
  - Perania ferox Schwendinger, 2013 – Tailàndia
  - Perania harau Schwendinger, 2013 – Indonèsia (Sumatra)
  - Perania korinchica Hogg, 1919 – Indonèsia (Sumatra)
  - Perania nasicornis Schwendinger, 1994 – Tailàndia
  - Perania nasuta Schwendinger, 1989 – Tailàndia
  - Perania nigra (Thorell, 1890) (espècie tipus) – Indonèsia (Sumatra)
  - Perania picea (Thorell, 1890) – Indonèsia (Sumatra)
  - Perania quadrifurcata Schwendinger, 2013 – Tailàndia
  - Perania robusta Schwendinger, 1989 – Xina, Tailàndia
  - Perania selatan Schwendinger, 2013 – Indonèsia (Sumatra)
  - Perania siamensis Schwendinger, 1994 – Tailàndia
  - Perania tumida Schwendinger, 2013 – Tailàndia
  - Perania utara Schwendinger, 2013 – Indonèsia (Sumatra)
- Sabahya Deeleman-Reinhold, 1980
  - Sabahya bispinosa Deeleman-Reinhold, 1980 – Borneo
  - Sabahya kinabaluana Deeleman-Reinhold, 1980 (espècie tipus) – Borneo